# Odontosida magnificum
Odontosida magnificum es una polilla de la familia Sphingidae. Es sabido que vuela en Sudáfrica y Zimbabue.
La parte superior de las alas delanteras es similar a Neogurelca hyas, pero con un conspicuo remiendo triangular marrón oscuro rodeando un pequeño óvalo, blanco discal. La parte inferior de las alas delanteras es básicamente de amarillo a naranja. La parte superior de las alas traseras son básicamente amarillo, naranja-marrón. El área tornal es negra.

## Sinonimiɑ
- Lophuron magnificum (Rothschild, 1894).